# Samuel Feraru
Samuel-Beniamin Feraru (* 10. April 1994 in Timișoara) ist ein rumänischer ehemaliger Fußballspieler.

## Karriere
Feraru spielte bis 2012 bei Avicola Buzias. Im Januar 2012 wurde er an den Zweitligisten FC Baia Mare verliehen. Für Baia Mare kam er in der Saison 2011/12 zu elf Einsätzen in der Liga II und erzielte dabei ein Tor. Zur Saison 2012/13 wurde er nach Italien an den FC Parma weiterverliehen. In Parma kam er für die U-19-Mannschaft in der Campionato Primavera zum Einsatz. Nach einem halben Jahr in Italien kehrte er nach Rumänien zurück und wechselte leihweise zum unterklassigen CS Flacăra Făget. Zur Saison 2013/14 wurde er ein viertes Mal verliehen, diesmal an den Zweitligisten ACS Berceni. Für Berceni absolvierte er 16 Spiele in der Liga II.
Zur Saison 2014/15 wechselte Feraru zum Viertligisten ASU Politehnica Timișoara, mit dem er am Saisonende in die Liga III aufstieg. Im Januar 2016 wechselte er nach Österreich zum achtklassigen SC Burgau. Mit Burgau stieg er 2017 in die Gebietsliga auf. Nach 48 Siebt- und Achtligaeinsätzen für den Verein wechselte er im Januar 2018 zum ebenfalls siebtklassigen SV Sinabelkirchen. Für Sinabelkirchen spielte er elf Mal in der siebthöchsten Spielklasse. Zur Saison 2018/19 schloss er sich dem fünftklassigen Ilzer SV an. Für Ilz kam er zu 24 Einsätzen in der Oberliga; mit dem Verein stieg er am Saisonende in die Landesliga auf.
Daraufhin wechselte Feraru zur Saison 2019/20 zum Regionalligisten Deutschlandsberger SC. Nach 18 Einsätzen in der Regionalliga kehrte er im Januar 2021 wieder nach Ilz zurück. Für Ilz absolvierte er 15 Partien, ehe er das Team im Januar 2022 wieder verließ.